# Fahd al-Freij
Fahd Jassem al-Freij (en arabe : فهد جاسم الفريج), né le 1er janvier 1950 à Rahjan (en), près de Hama (Syrie), est un militaire syrien.

## Biographie
Fahd al-Freij est un sunnite originaire du gouvernorat de Hama. Il s'engage en 1969 dans des études militaires à l'Académie militaire de Homs et fait grade de sous-lieutenant à sa sortie de promotion en 1971, en tant que spécialiste en blindés. 
Il monte en grade jusqu'à arriver au grade de général major en 2001. Il est nommé à plusieurs postes militaires hiérarchiques pour arriver au grade de chef d'état major de l'armée et des forces armées en 2011. 
Il est nommé ministre de la Défense le 18 juillet 2012, en remplacement du général Daoud Rajha, tué le jour-même dans un attentat. Il reste à ce poste jusqu'au 1er janvier 2018, date où il est remplacé par le général Ali Abdallah Ayyoub.
Le 16 mai 2013, les États-Unis le placent sur la liste des sanctions pour avoir soutenu le régime de Bachar el-Assad dans la répression contre les citoyens et pour son implication dans le terrorisme, affirmant que sous le commandement de Freij, « les forces militaires syriennes ont arbitrairement et capricieusement tué des civils », y compris « des exécutions arbitraires et des frappes aériennes aveugles » contre des civils.
En 2023, la France émet un mandat d'arrêt contre lui, ainsi que contre trois autres hauts gradés syriens, dont le général Ali Abdallah Ayoub, pour crime de guerre, en raison de l'utilisation de bombes barils (mélange d'explosifs, ferrailles et combustibles visant à faire le plus de victimes possible) contre des zones civiles à Deraa. L'un de ces barils a visé la maison et l'école d'Abou Nabout, professeur franco-syrien.

## Enseignement militaire
Fahd Jassem al-Freij a suivi divers cours et un enseignement militaire supérieur : 
- Cours des Officiers, Officier de Blindés, Académie militaire de Homs
- Cours d'État-Major (École d'État-Major)
- Cours de Commandement et d'État-Major (École de Guerre)
- Cours Supérieur d'État-Major (Centre des hautes études militaires CHEM et Institut des hautes études de défense nationale IHEDN)